# Marc Alfos
Marc Alfos, né le 20 mai 1956 à Nanterre (Hauts-de-Seine) et mort le 3 août 2012 à Asnières-sur-Seine (Hauts-de-Seine) est un acteur français.
Très actif dans le doublage, il a été notamment la voix française régulière de Russell Crowe, Ron Perlman, Bruce McGill et Wade Williams, ainsi qu'une des voix de Mike Starr, Danny Trejo, Graham Greene et Luis Guzmán.
Dans l'animation, il a prêté sa voix à Robert « Bob » Parr (M. Indestructible) dans Les Indestructibles, Rushu dans Wakfu, au sergent dans Toy Story, Max Tennyson dans les séries Ben 10, Maurice dans Madagascar ou encore Barbe-Blanche dans One Piece.
Très présent dans le jeu vidéo, il a doublé de nombreux personnages dont notamment Samos dans la saga Jak and Daxter, au docteur M dans Sly 3 ou, entre autres, divers personnages dans Fallout 3, Fallout: New Vegas et The Elder Scrolls IV: Oblivion.
Il était également directeur artistique.

## Biographie

### Jeunesse et famille
Marc Melchior Alfos est né le 20 mai 1956 à Nanterre, (Hauts-de-Seine),.

### Carrière
Il commence sa carrière en 1975, dans le téléfilm Hernani de Raymond Rouleau.

### Mort
Il meurt d'une crise cardiaque le 3 août 2012 à Asnières-sur-Seine, (Hauts-de-Seine), à l'âge de 56 ans,. Il est incinéré.

## Théâtre

### Mise en scène
- 1999 : Britannicus de Jean Racine, mise en scène Jean-Luc Jeener, théâtre du Nord-Ouest

## Filmographie

### Cinéma

#### Longs métrages
- 1980 : Le Rebelle de Gérard Blain : Jean-Luc, le serveur
- 1984 : Mesrine d'André Génovès : un policier n°1

### Télévision
- 1975 : Hernani de Raymond Rouleau

## Doublage
Sources : Doublage Séries Database et Planète Jeunesse
Note : Les dates indiquées en italique correspondent aux sorties initiales des films auxquels Marc Alfos a participé aux redoublages et / ou aux doublages tardifs.

### Cinéma

#### Films
- Russell Crowe dans (9 films) : 
  - Heaven's Burning (1997) : Colin
  - Gladiator (2000[12]) : Maximus Décimus Méridius
  - L'Échange (2000) : Terry Thorne
  - Master and Commander : De l'autre côté du monde (2003) : le capitaine Jack Aubrey
  - 3h10 pour Yuma (2007) : Ben Wade
  - American Gangster (2007) : l'inspecteur Richie Roberts
  - Traqués (2009) : le lieutenant Cristofuoro
  - Robin des Bois (2010) : Robin Longstride
  - Les Trois Prochains Jours (2010) : John Brennan

- Bruce McGill dans (8 films) :
  - Le Dernier Samaritain (1991) : Mike Mathews
  - Timecop (1994) : le commandant Eugene Matuzak
  - Le parfait alibi (1995) : l'inspecteur Spivak
  - La Somme de toutes les peurs (2002) : le conseiller de sécurité nationale Revell
  - Collatéral (2004) : Pedrosa
  - Rencontres à Elizabethtown (2005) : Bill Banyon
  - Obsessed (2009) : Joe Gage
  - Que justice soit faite (2009) : Jonas Cantrell

- Ron Perlman dans (7 films) :
  - L'Ascenseur : Niveau 2 (2001) : Mitchell
  - King Rising (2006) : Norick
  - The Mutant Chronicles (2008) : frère Samuel
  - Bunraku (2010) : Nicola
  - Le Dernier des Templiers (2011) : Felson
  - Conan (2011) : Corin
  - Bad Ass (2012) : le maire Williams

- Luis Guzmán dans (5 films) :
  - Contre-enquête (1990) : l'inspecteur Luis Valentin
  - Hors d'atteinte (1998) : Chino
  - Bienvenue à Collinwood (2002) : Cosimo
  - Le Maître du jeu (2003) : Jerry Hernandez
  - Ce que pensent les hommes (2009) : Javier

- Danny Trejo dans (4 films) :
  - XXX (2000) : le bourreau colombien
  - The Devil's Rejects (2005) : Rondo
  - Predators (2010) : Cuchillo
  - Death Race 2 (2011) : Golberg

- Cheech Marin dans :
  - Copain catastrophe (en) (1990) : Carlos
  - Morceaux choisis (2000) : le maire Machado
  - Il était une fois au Mexique... Desperado 2 (2003) : Belini

- Graham Greene dans : 
  - Cœur de tonnerre (1992) : Walter Crow Horse
  - Maverick (1994) : Joseph
  - Une journée en enfer (1995) : Joe Lambert

- Mike Starr dans : 
  - James et la Pêche géante (1996) : l'agent de police
  - Snake Eyes (1998) : Walt McGahn
  - Chicago Overcoat (2009) : Lorenzo Galante

- Chris Cooper dans : 
  - Le Dortoir des garçons (1996) : M. John Baker
  - L'Homme qui murmurait à l'oreille des chevaux (1998) : Frank Booker
  - Ciel d'octobre (1999) : John Hickam

- Chris Penn dans :
  - Best of the Best (1989) : Travis Brickley
  - Best of the Best 2 (1993) : Travis Brickley

- Beau Bridges dans : 
  - Vidéokid : L'Enfant génial (1989) : Sam Woods
  - Max Payne (2008) : B.B. Hensley

- Miguel Sandoval dans :
  - The Crew (2000) : Raul Ventana
  - Dommage Collateral (2002) : Joe Phipps

- David Keith dans :
  - U-571 (2000) : Matthew Coonan
  - Daredevil (2003) : Jack Murdock

- Ray Stevenson dans :
  - Punisher : Zone de guerre (2008) : Frank Castle / Punisher
  - Very Bad Cops (2010) : Roger Wesley

- Liam Cunningham dans :
  - Le Choc des Titans (2010) : Solon
  - Sécurité rapprochée (2012) : Alec Wade

- 1948[13] : Danny, le petit mouton noir : M. Burns (Matt Willis)
- 1962[14] : L'Homme qui tua Liberty Valance : Tom Doniphon (John Wayne)
- 1971 : Charlie et la Chocolaterie : Henry Salt (Roy Kinnear)
- 1972[15] : Duel : le client du café (Gene Dynarski (en))
- 1973[16] : Pat Garrett et Billy le Kid : Pat Garrett (James Coburn)
- 1975[17] : Les Dents de la mer : M. Taft (Phil Murray)
- 1977[15] : Peter et Elliott le dragon : le maire (Jim Backus)
- 1977[18] : L'Exorciste 2 : L'Hérétique : le père Lankester Merrin (Max von Sydow)
- 1979 : Les Vampires de Salem : Cully Sawyer (George Dzundza)[19]
- 1980 : Tu fais pas le poids, shérif ! : Bandit (Burt Reynolds)
- 1980[20] : Une nuit folle, folle : Blaylak (Dirk Blocker)
- 1983 : L'Héritier de la panthère rose : Kato Fong (Burt Kwouk)
- 1984[15] : Il était une fois en Amérique : Al Capuano (Clem Caserta)
- 1986 : Aliens, le retour : le caporal Hicks (Michael Biehn)
- 1986 : Soul Man : Ray McGrady (Jeff Altman)
- 1986 : Lady Jane : Robert Dudley (Guy Henry)
- 1986 : Le Sixième Sens : Lloyd Bowman (Bill Smitrovich)
- 1986 : Blue Velvet : Raymond (Brad Dourif)
- 1987 : Good Morning, Vietnam : le soldat Abersold (Richard Edson)
- 1987 : Pelle le Conquérant : Erik (Björn Granath)
- 1987 : RoboCop : Joe Cox (Jesse D. Goins) et l'officier Manson (Edward Edwards)
- 1987 : Dangerous Game (en) : Patrick Murphy (Steven Grives)
- 1987 : Les Barbarians : Kutcher (Peter Paul)
- 1988 : Jeu d'enfant : le SDF colporteur (Juan Ramírez)
- 1988 : Buster : Bruce « Buster » Edwards (Phil Collins)
- 1988 : Plein Pot : M. Anderson (Richard Masur)
- 1988 : Veuve mais pas trop : Chicken Lickin (Tracey Walter)
- 1988 : Action Jackson : M. Quick, le dealer défenestré (Sonny Landham)
- 1988 : L'Insoutenable Légèreté de l'être : le maire (Vladimir Valenta)
- 1989 : Road House : Morgan (Terry Funk)
- 1989 : Le Cercle des poètes disparus : McAllister (Leon Pownall)
- 1989 : L'Oncle Buck : E. Roger Coswell (Brian Tarantina)
- 1989 : Délit d'innocence : Butcher (Dennis Burkley)
- 1989 : Les Feebles : Bletch (Peter Vere-Jones) (voix)
- 1990 : Les Hommes de ma vie : John Macauley (Tom Mason)
- 1990 : Échec et Mort : Max Quentero (Branscombe Richmond)
- 1990 : Aux sources du Nil : Richard Burton (Patrick Bergin)
- 1990 : À la poursuite d'Octobre Rouge : lieutenant Melekhin, ingénieur en chef de l’Octobre Rouge (Ronald Guttman)
- 1990 : RoboCop 2 : l'officier Duffy (Stephen Lee)
- 1990 : 58 minutes pour vivre : le général Ramon Esperanza (Franco Nero)
- 1990 : Air America : Q. V. (Marshall Bell)
- 1990 : Hot Spot : l'adjoint Tate (Leon Rippy)
- 1990 : Fenêtre sur Pacifique : Lou Baker (Carl Lumbly)
- 1990 : Rocky 5 : Union Cane (Michael Williams)
- 1990 : Jours de tonnerre : Aldo Bennedetti (Don Simpson)
- 1991 : The Five Heartbeats (en) : Terrence Williams (Harry Lennix)
- 1991 : L'embrouille est dans le sac : Connie (Chazz Palminteri)
- 1992 : À Chacun sa loi (en) : David Jade (David Paul)
- 1992 : Sables mortels : Peterson (Royce D. Applegate)
- 1992 : La Nuit du défi : Wolf Forrester (Randall Cobb (en))
- 1992 : Mr. Baseball : Billy Stevens (Charles Fick)
- 1992 : Les Pilleurs : Moon (Byron Minns)
- 1993 : CB4 : client de snack-bar (Wayne 'Crescendo' Ward)
- 1993 : Beaucoup de bruit pour rien : Frère Francis : (Jimmy Yuill)
- 1993 : Made in America : Jose (Paul Rodriguez)
- 1993 : Au nom du père : Ronnie Smalls (Frank Harper)
- 1994 : L'Apprenti millionnaire : Juice (Tone Loc)
- 1994 : Les Héritiers affamés : Dennis (John Lafayette)
- 1994 : Le Flic de Beverly Hills 3 : Giolito (Joey Travolta)
- 1994 : Une équipe aux anges : Ranch Wilder (Jay O. Sanders)
- 1994 : Danger immédiat : le colonel Felix Cortez (Joaquim de Almeida)
- 1995 : Braveheart[21] : Hamish Campbell (Brendan Gleeson)
- 1995 : Johnny Mnemonic : Laslo (Gene Mack)
- 1995 : Billy Madison : le conducteur de bus (Chris Farley)
- 1996 : L'Île au trésor des Muppets : Billy Bones (Billy Connelly)
- 1996 : Une folle équipée : Franklin Laszlo (Tom Arnold)
- 1996 : Dernier Recours : Joe Monday (William Sanderson)
- 1996 : Au revoir à jamais : lui-même (Larry King)
- 1996 : Space Jam : Stan Podolak (Wayne Knight)
- 1997 : Ennemis rapprochés : Edwin Diaz (Rubén Blades)
- 1997 : Trait pour trait : M. Alan Mercer (Kevin Dunn)
- 1997 : Starship Troopers[22] : le sergent Zim (Clancy Brown)
- 1998 : Armageddon : le colonel Davis (Marshall R. Teague)
- 1999 : Un vent de folie : le chauffeur de taxi (Afemo Omilami)
- 1999 : Perpète : Le sergent Dillard (Nick Cassavetes)
- 1999 : Hantise : Lou (Tom Irwin)
- 1999 : Le monde ne suffit pas : Sasha Davidov (Ulrich Thomsen)
- 1999 : Les Adversaires : Joe Domino (Tom Sizemore)
- 2000 : Mais qui a tué Mona ? : Phil Dearly (William Fichtner)
- 2000 : Mes chers voisins : José, le pompier (Lander Iglesias)
- 2000 : Mon beau-père et moi : Norm, l'interrogateur (Bernie Sheredy)
- 2000 : Get Carter : Cyrus Paice (Mickey Rourke)
- 2001 : L'Ascenseur : Niveau 2 : le chef de la maintenance (Peter Banks)
- 2001 : Pearl Harbor : Joe le boxeur (Andrew Bryniarski)
- 2001 : Super papa : Mark McKinney (Patrick Warburton)
- 2002 : Dog Soldiers : le sergent Harry G. Wells (Sean Pertwee)
- 2002 : Mission Alcatraz : El Fuego (Tony Plana)
- 2002 : Meurs un autre jour : M. Krug (Ian Pirie)
- 2002 : Showtime : Caesar Vargas (Pedro Damián)
- 2002 : Dancer Upstairs : Gómez (Lucas Rodríguez)
- 2002 : Jackass, le film : lui-même (Gary Hagland)
- 2003 : Inspecteur Gadget 2 : le barman (Mungo McKay (en))
- 2003 : La Ligue des gentlemen extraordinaires : Dr Henry Jekyll et M. Hyde (Jason Flemyng)
- 2003 : 21 grammes : Jack Jordan (Benicio del Toro)
- 2003 : Le Manoir hanté et les 999 Fantômes : Master Gracey (Nathaniel Parker)
- 2003 : Mystic River : le policier chargé de la balistique ( ? )
- 2003 : House of Sand and Fog : le lieutenant Alvarez (Carlos Gómez)
- 2004 : Le Roi Arthur[23] : Bors (Ray Winstone)
- 2004 : Le Tour du monde en quatre-vingts jours : Lord Rhodes (Roger Hammond)
- 2005 : La Guerre des mondes : Manny, le mécanicien (Lenny Viteto)
- 2005 : Braqueurs amateurs : Hector, le paysagiste (Jorey Bernstein) et le conducteur du Pick-up (Steve Seagren)
- 2006 : Jugez-moi coupable : Tony Compagna (Raúl Esparza)
- 2006 : The Sentinel : William Montrose (Martin Donovan)
- 2006 : Coast Guards : le pilote Henry Mitchell (Andrew Schanno)
- 2006 : Les Fantômes de Goya : frère Lorenzo (Javier Bardem)
- 2006 : Garfield 2 : Rommel (Vinnie Jones) (voix)
- 2007 : Bande de sauvages : Murdock (M. C. Gainey)
- 2007 : Pathfinder : le père indien (Wayne Charles Baker)
- 2007 : La Dernière Légion : Odoacre (Peter Mullan)
- 2007 : Il était une fois : Jerry (Danny Mastrogiorgio)
- 2007 : Gone Baby Gone : Nick Poole (John Ashton)
- 2008 : Midnight Meat Train : Otto (Peter Jacobson)
- 2008 : Swing Vote : La Voix du cœur : John Sweeney (George Lopez)
- 2008 : Un éclair de génie : Macklin Tyler (Mitch Pileggi)
- 2008 : Le Prix de la loyauté : Carlos Bragon (Maximiliano Hernández)
- 2009 : Paul Blart : Super Vigile : Paul Blart (Kevin James)
- 2009 : Good Morning England : « le comte » (Philip Seymour Hoffman)
- 2009 : Clones : Bud (Bruce-Robert Serafin)
- 2009 : Rec 2 : Jefe (Oscar Zafra)
- 2009 : L'Assistant du vampire : Rhamus Twobellies (Frankie Faison)
- 2010 : Fighter : Sal Lanano (Frank Renzulli (en))
- 2011 : X-Men : Le Commencement : le général (James Remar) et le banquier suisse (James Faulkner)
- 2011 : Le Sang des Templiers : le capitaine Tiberius (Vladimir Kulich)
- 2012 : Prometheus : le mercenaire Jackson (Branwell Donaghey)

#### Films d'animation
- 1937[24] : Blanche-Neige et les Sept Nains : le chasseur
- 1955[25] : La Belle et le Clochard : le docteur (2e doublage), le gardien de la fourrière (2e et 3e doublages)
- 1988 : SOS Daffy Duck : le comte Raymond Globine
- 1989[26] : La Petite Sirène : Flotsam et Jetsam
- 1990 : Petit Pierre au pays des rêves : le voleur de bois et le lapin de Pâques
- 1991 : Le Petit Train bleu : la tour
- 1993 : Jungle Jack : le lion au zoo, le maître de Sabina et le chat de gouttière
- 1994[27] : Pompoko : le chef des travaux
- 1995 : Ghost in the Shell : l'éboueur marié, narrateur du prologue
- 1995 : Pocahontas : Une légende indienne : Ben[28]
- 1995 : Toy Story : le Sergent[n 1]
- 1997 : Hercule : Nessus
- 1998 : 1 001 Pattes : Cake
- 1998 : Fourmiz : la Araneae
- 1998 : Excalibur, l'épée magique : Rubber (voix parlée)
- 1999 : Toy Story 2 : le Sergent[n 1]
- 2000 : Dinosaure : Bruton
- 2000 : La Petite Sirène 2 : Retour à l'océan : Chef Louis
- 2000 : Joseph, le roi des rêves : voix additionnelles
- 2000 : Buzz l'Éclair, le film : Le Début des aventures : le Sergent[n 1]
- 2001 : Metropolis : le président Boone
- 2002 : Spirit, l'étalon des plaines : Murphy, le maréchal-ferrant
- 2002 : La Planète au trésor : Un nouvel univers : Brigadier #1, Pirate tête sur le torse
- 2002 : L'Âge de glace : Runar
- 2002 : Hé Arnold !, le film : Bob Pataki[29]
- 2003 : Frère des ours : voix additionnelles
- 2003 : La Légende du Cid : voix additionnelles
- 2003 : Sinbad : La Légende des sept mers[30] : Kale[31]
- 2003 : Kaena, la prophétie : Enod (voix originale)
- 2004 : Ghost in the Shell 2: Innocence : le narrateur du prologue
- 2004 : Les Indestructibles[30] : Bob Parr / M. Indestructible[32]
- 2004 : Pinocchio le robot[30] : Scamboli
- 2004 : Steamboy : Peter
- 2005 : Robots : Jack Hammer
- 2005 : Madagascar : Maurice[n 2]
- 2005 : La Véritable Histoire du Petit Chaperon rouge : P-Biggie
- 2005 : Vaillant, pigeon de combat ! : l'agent de recrutement
- 2005 : Le Royaume de la Rigolade : Adrien Deux Lions
- 2006 : Astérix et les Vikings[30] : Grossebaf
- 2006 : Renaissance[30] : Nusrat Farfella
- 2006 : Nos voisins, les hommes[30] : Verminator
- 2006 : La Ferme en folie : l'officier de police
- 2006 : Les Rebelles de la forêt : le Castor
- 2006 : Lucas, fourmi malgré lui : Ver luisant
- 2006 : Souris City : le cafard
- 2006 : The Wild : le Pingouin
- 2006 : Cars : Richard Clayton Kensington
- 2007 : Shrek le troisième : Ed
- 2007 : Le Vilain Petit Canard et moi : le Grincheux Goéland
- 2007 : Les Folles Aventures de Rucio : Sancho Panca
- 2007 : Blanche-Neige, la suite : l'ogre
- 2007 : Tous à l'Ouest : le costaud dans le saloon (voix originale)
- 2008 : Dead Space: Downfall : le capitaine Benjamin Mathius
- 2008 : Horton : Willie Bear
- 2008 : Madagascar 2 : Maurice[n 2]
- 2009 : Green Lantern : Le Complot : Kilowog, Cuch et Ganthet
- 2009 : Superman/Batman : Ennemis publics : Lex Luthor
- 2010 : Le Royaume de Ga'hoole : La Légende des gardiens : Bec d'acier[33]
- 2010 : Toy Story 3 : le Sergent[n 1]
- 2011 : Rango : Bad Bill[34]
- 2011 : Green Lantern : Les Chevaliers de l'Émeraude : Kilowog
- 2011 : Batman: Year One : le commissaire Gillian Loeb
- 2011 : Ben 10 : Destruction Alien : Grand-père Max
- 2012 : Les Pirates ! Bons à rien, mauvais en tout : le roi pirate
- 2012 : Madagascar 3 : Bons baisers d'Europe : Maurice[n 2]
- 2012 : Superman contre l'Élite : Coldcast

### Télévision

#### Téléfilms
- Ron Perlman dans :
  - L'Attaque des primates (1999) : Frank Brodie
  - Désolation (2006) : Collie Entragian
- 1986 : Papa épouse maman : Bill Grand (Tom Skerritt)
- 1988 : L'Humanoïde - L'expérience interdite : Lancing (Philip Madoc)
- 1990 : Judgment : Daniel Broussard (Steve Hofvendahl)
- 1990 : Cauchemar au 13ème étage : Mr. Rogas (Alan Fudge)
- 1991 : Neon City : Bulk (Lyle Azaldo)
- 1992 : Duplicata : Stuart Robinson (William Lucking)
- 1994 : Où sont mes enfants ? : ? ( ? )
- 1994 : Tendre voisin : Lenny Benedetti (Randy Quaid)
- 1995 : Cyber Tracker 2 (en) : Swain (Tony Burton)
- 1995 : Sahara : le sergent Joe Gunn (James Belushi)
- 1996 : American Yakuza 2 : Bob Malone (Michael Rooker)
- 1997 : Le Retour des envahisseurs : lieutenant Coyle (Terence Knox)
- 1997 : Le prix de la gloire : l'entraîneur David Blair (Brett Cullen)
- 2001 : Le Doute en plein cœur : Stuart Blaylock (Ted Haler)
- 2004 : L'Amour d'une mère : Rick Willer (John McConnell)
- 2007 : Une erreur de jeunesse : le lieutenant Chuck Sandford (Daryl Shuttleworth (en))
- 2007 : Ben 10 : Course contre-la-montre : Grand-père Max (Lee Majors)
- 2008 : Un souhait pour Noël : le Père Noël (Doug Abrahams)
- 2009 : Ben 10: Alien Swarm : Grand-père Max (Barry Corbin)
- 2011 : Le Prix d'une vie : Ted (Daniel Roebuck)
- 2011 : Comme chien et chat : le père Noël (Georg Blumreiter)

#### Téléfilms d'animation
- 2009 : Joyeux Noël Madagascar : Maurice[n 2]

#### Séries d'animation
- 1977[35] : Angie, détective en herbe : Alfred (le père de Frank)
- 1977 : Charlotte : voix additionnelles
- 1980-1981[36] : Le Monde enchanté de Lalabel : Biscus
- 1983-1984[37] : Creamy, merveilleuse Creamy : Kino (le réalisateur des émissions)
- 1985 : Emi magique : le contremaître #2 (épisode 12)
- 1986 : MASK : Cliff Dagger (voix de remplacement)
- 1988 : Une Vie nouvelle : Gérard
- 1989 : Dino Riders : Vector, Krok et Antor
- 1992 : La Petite Sirène : Ebb (épisode 13)
- 1993-2000[38] : Black Jack : l'inspecteur Takasugi (OAV 2 et 9)
- 1994-1995 : Aladdin : Pector et Herald
- 1994-1995 : Street Sharks : Les Requins de la ville : Dr Paradigm / Dr Piranoïd
- 1995-1998 : Gadget Boy : voix additionnelles
- 1996-2000 : Superman, l'Ange de Metropolis : Kalibak (voix principale), Lobo (épisode 36)
- 1997 : Mighty Ducks : Mondo-Man (épisode 24)
- 1997-1999 : Batman : Pyrovol (2e voix)
- 1997-1999 : Men in Black : Drekk (1re voix)
- 1998 : Bob Morane : Bill Ballantine
- 1998 : Animaniacs : Neivel Nidenez (épisode 99)
- 1998-1999 : Hercule : Chipacles / Œil-de-Lynx, le roi Salmoneus (épisode 2)
- 1998-2000 : Godzilla, la série : le major Anthony Hicks
- 1998-2003 : La Famille Delajungle : Kip O'Donnell
- 1999-2000 : Starship Troopers : le sergent Zim
- 1999-2001 : Batman, la relève : Mégalo
- 2001 : La Légende de Tarzan : Jake
- 2001-2004 : Samouraï Jack : le monstre de lave (épisode 10), ver #2 (épisode 15), un esclave et l'aqua-terminator (épisode 16), un écossais (épisode 17), le roi spartiate (épisode 25), les mineurs (épisode 43)
- 2001-2006 : La Ligue des justiciers : Docteur Fate (1re voix), Lobo, Darkseid (2e voix) et Gorilla Grodd (2e voix), Green Lantern (épisodes 64 et 65)
- 2004-2005 : Dave le barbare : le roi Throktar
- 2004-2008 : Batman : Maxie Zeus et Cash Tankenson
- 2005 : Teen Titans : Les Jeunes Titans : Krall (épisode 41)
- 2005-2007 : American Dragon: Jake Long : le Chasseur
- 2005-2007 : Action Man: A.T.O.M. - Alpha Teens on Machines : Flesh
- 2005-2008 : Ben 10 : Max Tennyson
- 2006 : Death Note : Takeshi Ooi (société Yotsuba)
- 2006-2007 : Monster : Bernhardt (épisodes 9 et 38), le patient de Tenma (épisode 24)
- 2006-2008 : Les Remplaçants : Dick Danger
- 2008-2010 : Ben 10: Alien Force : Max Tennyson
- 2008-2011 : Batman : L'Alliance des héros : Red Tornado, Silver Cyclone (saison 1, épisode 12), Lex Luthor, Docteur Fate (2e voix, épisode 26), Proto, Suprême Président et Black Condor (saison 2, épisode 22), et un citoyen (saison 3, épisode 5)
- 2009-2011 : Super Hero Squad : Annihilus et Hogun
- 2010-2011 : One Piece : Barbe Blanche (2e voix, épisodes 461 à 485)
- 2010-2012 : Ben 10: Ultimate Alien : Max Tennyson
- 2010-2012 : La Ligue des justiciers : Nouvelle Génération : Red Tornado (1re voix), Sensei (1re voix), Lex Luthor (1re voix), Dr Fate (1re voix), Icicle Sr., le Parasite, Icon (1re voix), John Stewart / Green Lantern (2e voix), Lobo (1re voix), le Partenaire et voix additionnelles
- 2011 : Wakfu : Rushu (saison 2)
- 2011 : Rekkit : Yoshini (1re voix), Sailor Sam (1re voix) et voix additionnelles
- 2011-2012 : Green Lantern : Kilowog (1re voix)
- 2012 : Ben 10: Omniverse : Max Tennyson (1re voix)

### Jeux vidéo
- 1997 : Blade Runner : le lieutenant Guzza
- 1997 : Hercule : Nessus et le Titan du vent[n 3]
- 1998 : En Quête de Maths avec Aladdin : l'esprit du pharaon Roulânkhamion Ier[n 3]
- 1999 : Toy Story 2 : Buzz l'Éclair à la rescousse ! : le Sergent
- 2001 : Jak and Daxter: The Precursor Legacy : Samos le sage[n 3]
- 2001 : Jekyll and Hyde : voix additionnelles[n 3]
- 2002 : Baldur's Gate II: Shadows of Amn : une des voix possibles du héros
- 2002 : Neverwinter Nights : voix additionnelles
- 2002 : Red Faction II : Molov
- 2003 : Dynasty Warriors 4 : Guan Yu
- 2003 : Jak II : Hors-la-loi : Samos le sage[n 3]
- 2004 : Far Cry : Harlan Doyle[n 3]
- 2004 : Jak 3 : Samos le sage[n 3]
- 2004 : Le Seigneur des anneaux : Le Tiers-Âge : Berethor
- 2004 : Les Indestructibles : Bob Parr / M. Indestructible
- 2004 : TOCA Race Driver 2 : l'entraîneur
- 2004 : World of Warcraft : le général Rajaxx
- 2005 : Age of Empires III : Henri le navigateur
- 2005 : Black and White 2 : le chef scandinave
- 2005 : Jak X : Samos le sage[n 3]
- 2005 : Les Indestructibles : La Terrible Attaque du Démolisseur : Bob Parr / M. Indestructible
- 2005 : Prince of Persia : Les Deux Royaumes : le vizir[n 3]
- 2005 : Sly 3 : le docteur M, le Baron Noir et Pat l’Éthique
- 2005 : Spartan: Total Warrior : Léonidas
- 2005 : Star Wars: Knights of the Old Republic II - The Sith Lords : lieutenant Dol Grenn
- 2005 : TimeSplitters: Future Perfect : Cortez
- 2006 : Anno 1701 : voix off
- 2006 : Caesar IV : voix additionnelles
- 2006 : Call of Duty 3 : En marche vers Paris : sergent Frank McCullin
- 2006 : Call of Juarez : Clyde (Patron du saloon), personnages secondaires
- 2006 : Dark Messiah of Might and Magic : les Orcs
- 2006 : The Legend of Spyro: A New Beginning : Terrador et Flash
- 2006 : Dreamfall: The Longest Journey : Brian Westhouse
- 2006 : Daxter : Samos le sage
- 2006 : Gothic 3 : certains orcs[n 3]
- 2006 : Infected : commissaire Burgess
- 2006 : ParaWorld : Cole
- 2006 : Pirates des Caraïbes : La Légende de Jack Sparrow : Pequeño
- 2006 : Psychonauts : Edgar Teglee / G-Men
- 2006 : The Elder Scrolls IV: Oblivion : les Elfes, le Fanatique
- 2006 : Titan Quest : Léonidas, un marchand grec
- 2006 : Tom Clancy's Splinter Cell: Double Agent : Stanley Dayton[n 3]
- 2006 : Héros de la Ligue des justiciers : Brainiac et Gorilla Grodd
- 2006 : Star Wars: Empire at War : l'amiral Ackbar
- 2007 : Assassin's Creed : Richard Cœur de Lion[n 3]
- 2007 : Bienvenue chez les Robinson : l'oncle Art
- 2007 : BioShock : Atlas et Frank Fontaine
- 2007 : Bladestorm : La guerre de cent ans : le narrateur
- 2007 : BlackSite: Area 51 : Cody Grayson
- 2007 : Call of Duty 4: Modern Warfare : le capitaine John Price
- 2007 : Company of Heroes: Opposing Fronts : certains soldats de la PanzerElite du KampfgruppeLehr
- 2007 : Conan : Conan
- 2007 : Crash of the Titans : Uka Uka
- 2007 : FEAR Perseus Mandate : le commandant des profanateurs
- 2007 : Ghost Rider : Mephisto
- 2007 : Pirates des Caraïbes : Jusqu'au bout du monde : voix additionnelles
- 2007 : Shadowrun : voix off des missions d'entraînement
- 2007 : Spider-Man : Allié ou Ennemi : Nick Fury
- 2007 : Team Fortress 2 : l'engineer
- 2007 : Transformers, le jeu : Megatron
- 2007 : Unreal Tournament 3 : Malcolm[n 3]
- 2007 : The Legend of Spyro: The Eternal Night : Terrador
- 2007 : World in Conflict : le colonel Sawyer
- 2007 : Star Wars: Battlefront - Renegade Squadron : le commandant Col Serra
- 2007 : World of Warcraft: The Burning Crusade : l'ombre d'Aran, le maître ingénieur Telonicus, le grand seigneur de guerre Naj'Entus
- 2007 : The Witcher : le chasseur du roi, le Boucanier et Golan Vivaldi
- 2007 : Sam and Max : Sauvez le monde : voix additionnelles[n 3]
- 2008 : Army of Two : les terroristes et leur leader[n 3]
- 2008 : Call of Duty: World at War : le pilote du Black Cat, voix off du mode multijoueur
- 2008 : Command and Conquer : Alerte rouge 3 : Shinzo Nagama
- 2008 : Conflict: Denied Ops : Graves
- 2008 : Dead Space : le capitaine Benjamin Mathius
- 2008 : Defense Grid: The Awakening : voix off de l'ordinateur
- 2008 : Fable II : certains bandits
- 2008 : Fallout 3 : Walter, Paladin Tristan, Harold, les robots sentinelles, le personnel de l'Enclave, toutes les voix de l'émission Les Aventures d'Herbert « l'intrépide » Dashwood
- 2008 : Fracture : le colonel
- 2008 : Imperium Romanum : le narrateur
- 2008 : Left 4 Dead : le pilote d'hélicoptère
- 2008 : Mortal Kombat vs. DC Universe : Raiden
- 2008 : Prince of Persia : le guerrier[n 3]
- 2008 : Spider-Man : Le Règne des ombres : le Caïd
- 2008 : La Légende de Spyro : Naissance d'un dragon : Terrador
- 2008 : 007: Quantum of Solace : voix additionnelles
- 2008 : Sacred 2: Fallen Angel : le guerrier noir
- 2008 : Tom Clancy's Rainbow Six: Vegas 2 : un terroriste[n 3]
- 2008 : Transformers Animated: Le Jeu : Megatron
- 2008 : Turok : Cole
- 2008 : Warhammer Online: Age of Reckoning : certains Nains
- 2008 : Madagascar 2 : Maurice
- 2008 : Naruto: The Broken Bond : voix additionnelles
- 2009 : Assassin's Creed II : Mario Auditore, le grand maître de la confrérie des Assassins d'Italie[n 3]
- 2009 : Indiana Jones et le Sceptre des rois : Indiana Jones
- 2009 : Brütal Legend : Killmaster[n 3]
- 2009 : Call of Duty: Modern Warfare 2 : le capitaine John Price
- 2009 : Call of Juarez: Bound in Blood : Ray McCall
- 2009 : Command and Conquer : Alerte rouge 3 : La Révolte : Shinzo Nagama
- 2009 : Dragon Age: Origins : Beraht, Wade, Loïlinar
- 2009 : Halo 3: ODST : Jonas
- 2009 : James Cameron's Avatar: The Game : le colonel Miles Quartich
- 2009 : League of Legends : Talon la lame des ténèbres, Alistar le minotaure, Taric bouclier de Valoran (ancienne voix)
- 2009 : Left 4 Dead 2 : l'armurier et voix par radio
- 2009 : Risen : Romanov
- 2009 : Transformers : La Revanche : Megatron
- 2009 : Wolfenstein : le général Wilhelm « Deathshead » Strasse
- 2009 : X-Men Origins: Wolverine : le soldat Goliath
- 2009 : Rogue Warrior : Richard « Demo Dick » Marcinko
- 2009 : Red Faction: Guerrilla : le général Roth
- 2009 : La Princesse et la Grenouille : Louis
- 2010 : Assassin's Creed Brotherhood : Mario Auditore[n 3]
- 2010 : BioShock 2 : Frank Fontaine
- 2010 : Fable 3 : Sir Walter Beck
- 2010 : Fallout: New Vegas : le docteur Henry, voix additionnelles
- 2010 : Heavy Rain : Charles Kramer
- 2010 : Mafia II : un homme de main de Franck Vinci
- 2010 : Mass Effect 2 : Grunt
- 2010 : STALKER: Call of Pripyat : le narrateur
- 2010 : StarCraft 2: Wings of Liberty : Donny Vermillion, le viking
- 2010 : Tom Clancy's HAWX 2 : Stefan Drachev
- 2010 : Transformers : La Guerre pour Cybertron : Warpath, Shockwave (NDS) et voix additionnelles
- 2010 : Prison Break: The Conspiracy : le capitaine Brad Bellick
- 2010 : Toy Story 3 : le Sergent
- 2011 : Call of Duty: Modern Warfare 3 : le capitaine John Price
- 2011 : Call of Duty: Modern Warfare 3 – Defiance : état-major
- 2011 : Crysis 2 : voix du présentateur du journal télévisé
- 2011 : DC Universe Online : Harvey Bullock, voix additionnelles
- 2011 : Deus Ex: Human Revolution : David Sarif
- 2011 : Killzone 3 : Kowalski
- 2011 : Rage : voix off du multijoueur
- 2011 : Resistance 3 : Mick Cutler
- 2011 : Rift: Planes of Telara : l'homme sans visage
- 2011 : Star Wars: The Old Republic : Dark Angral, le commandant Rayfel[n 3]
- 2011 : Skylanders: Spyro's Adventure : Chop Chop
- 2011 : The Cursed Crusade : Esteban Noviembre
- 2011 : Transformers 3 : La Face cachée de la Lune : Mixmaster, Warpath, Shockwave (Wii/3DS) et voix additionnelles
- 2011 : Warhammer 40,000: Dawn of War II - Retribution : l'archiviste, l'araignée spectrale eldar
- 2011 : Warhammer 40,000: Space Marine : le capitaine Titus
- 2011 : World of Warcraft: Mists of Pandaria : le narrateur de la bande-annonce
- 2011 : Disneyland Adventures : Black Barty
- 2012 : Borderlands 2 : le lieutenant Davis et voix additionnelles
- 2012 : Darksiders 2 : Thane
- 2012 : Diablo III : le compagnon templier (1er doublage)
- 2012 : Dishonored (+ DLC : La Lame de Dunwall et Les Sorcières de Brigmore) : voix additionnelles[n 3]
- 2012 : Guild Wars 2 : Maverick, voix additionnelles
- 2012 : Les Royaumes d'Amalur : Reckoning : Agarth
- 2012 : Sniper Elite V2 : Karl Fairburne
- 2012 : The Darkness II : Frank
- 2012 : Rhythm Thief et les Mystères de Paris : Napoléon Bonaparte (Léonard Bonar)[n 3]

## Voix off
- Parc du Puy du Fou : un centurion romain dans Le Signe du Triomphe

### Documentaires
- 2001 : Afrique extrême, 6 x 50 minutes, coproduite par BBC et Discovery Channel

### Livres audio
- D-Day et la bataille de Normandie, Paris, Calman-Lévy mai 2009, 636 p.  (ISBN 978-270-214016-1)

### Clips vidéos sur Internet
- Club Penguin : Problème de Puffles[39] : Herbert l'ours polaire

### Direction artistique
Note : Les dates indiquées en italique correspondent aux sorties initiales des films auxquels Marc Alfos a participé aux redoublages et / ou aux doublages tardifs.
Jeux vidéo
- 2008 : Prince of Persia (avec Serge Thiriet pour les scènes du Prince uniquement)